# Mastif

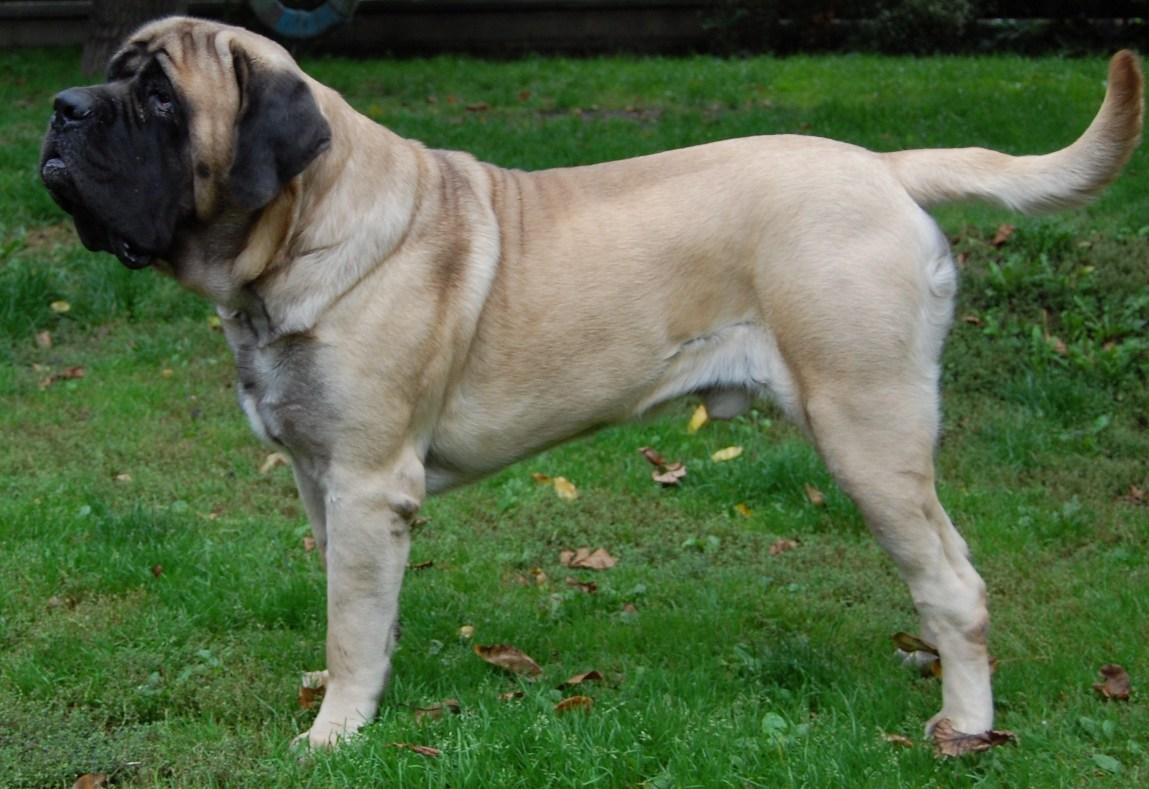
Mastif angielski

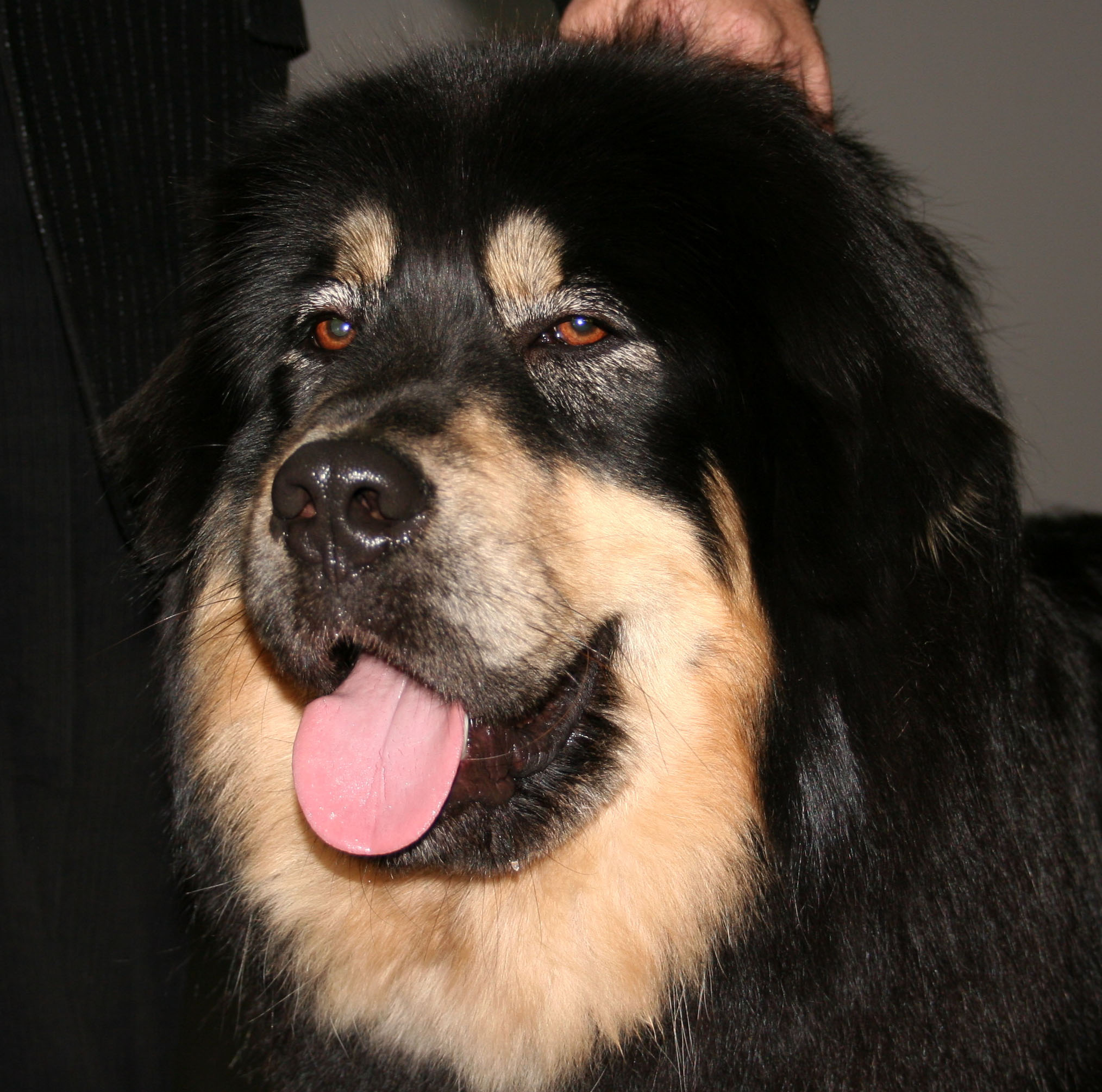
Mastif tybetański należy do typu górskiego

Mastif, mastyf (ang. mastiff) – nazwa stosowana dla kilku ras psa z grupy molosów w typie doga, charakteryzujących się masywną budową ciała (szeroka klatka piersiowa, mocne kończyny, duża głowa z krótkim, szerokim pyskiem). Według słownikowej definicji nazwy mastif psy te charakteryzują się płową sierścią, ale umaszczenie współczesnych mastifów bywa też inne.

## Klasyfikacja
W klasyfikacji FCI mastify zostały zaliczone do grupy II, sekcja 2.1 – Molosy typu mastifa (Mastiff type), do której należą:
- mastif angielski
- mastif neapolitański
- mastif brazylijski (fila brasileiro)
- mastif duński (broholmer)
- mastif włoski (cane corso)
- mastif japoński (tosa).

U molosów w typie górskim nie występuje charakterystyczna dla dogów krótka i gładka sierść. Pomimo tego niektóre rasy molosów o dłuższym włosie nazwane zostały mastifami. W klasyfikacji FCI zaliczono je również do grupy II, ale w odrębnej sekcji 2.2 – Molosy w typie górskim (Mountain type), do której należą:
- mastif pirenejski
- mastif tybetański
- mastif hiszpański.

Przykładowe rasy mastifów, niezarejestrowane przez FCI lub wymarłe:
- alpine mastiff
- american mastiff
- gran mastín de Borínquen
- korean mastiff.

W wyniku skrzyżowania mastifa z buldogiem powstały bulmastify.
Zgodnie z klasyfikacją amerykańską, mastify należą do grupy psów pracujących.

## Konotacje w kulturze
Mastifem był Saba z powieści W pustyni i w puszczy autorstwa Henryka Sienkiewicza.